# Hippasa cinerea
Hippasa cinerea là một loài nhện trong họ Lycosidae.
Loài này thuộc chi Hippasa. Hippasa cinerea được Eugène Simon miêu tả năm 1898.